# Кефис (мифология)
Кефис, Кефисс — в древнегреческой мифологии бог реки Кефис. Отец Нарцисса, Диогении и, по некоторым из версий, Фии; дед царицы Праксифеи, через которую, как супругу царя-основателя Афин Эрехтея, к Кефису восходят афиняне.
Именуется быколицым. Его статуи изображают мужчину с рогами.
Жертвенник в Оропе.
Внук Кефиса был обращен Аполлоном в тюленя.